# Nha Trang
Nha Trang é uma das principais cidades do sudeste do Vietnã, capital da província de Khanh Hoa. Polo turístico, econômico e educacional vietnamita, Nha Trang dispõe de um porto localizado na costa meridional do mar da China, local onde desagua o rio Song Cau. Até 1970, a cidade recebia destaque apenas por sua importância religiosa e enquanto destino turístico do Sudeste Asiático, até seu porto ter sido modernizado e ter ampliado a importância econômica local, sendo o produto de exportação principal a madeira. Recentemente, a cidade tem sido palco de diversos concursos internacionais de beleza, como o Miss Universo 2008 e o evento futuro Miss Terra 2010.
Historicamente, a cidade era conhecida como Kauthara, no império Champa. A cidade ainda abriga a famosa Torre Po Nagar construída durante os tempos imperiais. Sendo uma cidade costeira, Nha Trang é um centro de ciências marinhas, impulsionada pelo centro do Instituto de Oceanografia de Nha Trang. A área marinha Hon Mun protegida é uma das quatro primeiras Áreas marinhas protegidas no mundo admitiu pela IUCN.
Os voos comerciais para Nha Trang não usam o aeroporto municipal da cidade, mas sim o maior Aeroporto Internacional Cam Ranh, uma antiga base da Força Aérea Americana (construída durante a Guerra do Vietnã), localizada cerca de 35 km a sul da cidade.
O bacteriologista franco-suíço Alexandre Yersin (que descobriu a bactéria Yersinia pestis), viveu em Nha Trang durante 50 anos. Estabeleceu o Instituto Pasteur da Indochina (hoje conhecido como Instituto Pasteur de Nha Trang), dedicado à investigação sobre a peste bubônica. Yersin morreu em Nha Trang em 1 de março de 1943. Uma rua na cidade tem o seu nome, há um santuário localizado junto ao seu túmulo, e sua casa foi convertida no Museu Yersin.

## Etimologia
De acordo com algumas pesquisas, o nome Nha Trang deriva de uma ortografia em falso vietnamita de um nome geográfico na língua Cham do local Ya Trangadotado para chamar o que agora é Nha Trang, território do Vietnã desde 1653.
panisgas

### Origens
Parte da riqueza turística de Nha Trang advém da sua importância histórica, de uma época em que seu nome ainda era Kauthara, por volta dos séculos VII e XIX. Nesse período, a região do Vietnã era ocupada por descendentes de malaios e polinésios que formavam o império Champa.
De 1653 ao século XIX, Nha Trang era uma área deserta rica em fauna (com animais como o tigre) e fazia parte de Ha Bac, Condado de Xuong Vinh, Província de Dien Khánh. Depois de apenas duas décadas, no início do século XX, Nha Trang sofreu uma rápida mudança. Em 30 de agosto de 1924, o Governador-Geral da Indochina Francesa decretou Nha Trang como cidade (centro urbano). A povoação de Nha Trang foi estabelecida a partir de antigas vilas de Xuong Huan, Cau Phuong, Thanh Van Phuong Sai e Hai Phuoc.
Durante a época da Indochina Francesa, Nha Trang era vista como de facto capital da Província de Khanh Hoa. Os organismos da administração colonial (como o de "enviado-chefe, "chefe de comando", "gabinete do comércio", e os correios) situavam-se em Nha Trang. Organismos locais, como o comando da província, a divisão jurídica provincial, ou o gabinete de comando militar, estão em Dien Khanh (a cidade murada 10 km a sudoeste de Nha Trang).

### Anos Yersin
A cidade de Nha Trang recebeu no fim do século XIX um laboratório fundado e dirigido pelo célebre bacteriologista suíço naturalizado francês Alexandre Yersin (1863-1943), que acabou por se filiar ao Instituto Pasteur no ano de 1903. Yersin é o descobridor do bacilo da peste e foi diretor do Instituto Pasteur de Nha Trang, onde morreu no ano de 1943. Em sua homenagem, além de monumentos em agradecimento aos serviços gratuitos prestados à população vietnamita, foi construído o Yersin Museum. Atualmente, Nha Trang ainda preserva pesquisas importante na área, como por exemplo o Instituto de Vacinas e Produtos Biológicos de Nha Trang, que produziu em 2006 uma vacina contra a gripe aviária do tipo H5N1.

### Anos de Guerra
Nha Trang fez parte do Vietnã do Sul de 1954 até 1976. Palco de diversos conflitos durante a Guerra Fria, mais especificamente da Guerra do Vietnã, muitos monumentos históricos de Nha Trang foram destruídos durante a guerra. A cidade chegou a receber, em tempos recentes, a visita da mulher do ex-candidato à presidência dos EUA, John McCain, que em 1967 teve seu avião foi derrubado em Hanói e acabou permanecendo cinco anos e meio detido no Vietnã.

## Geografia

Panorama da região sudeste da cidade.

Nha Trang fica a 1280 km de Hanói e 448 km da cidade de Ho Chi Minh. Em 2009, Nha Trang possuía uma população absoluta de 361.454. A temperatura média anual fica na casa dos 25 °C, contando com um índice pluviométrico de 2.000 mm, graças às chuvas da monção de verão.

### Clima
| Amplitude térmica mensal | Janeiro | Fevereiro | Março | Abril | Maio | Junho | Julho | Agosto | Setembro | Outubro | Novembro | Dezembro |
| ------------------------ | ------- | --------- | ----- | ----- | ---- | ----- | ----- | ------ | -------- | ------- | -------- | -------- |
| Máximas (°C)             | 27      | 28        | 29    | 31    | 32   | 32    | 32    | 32     | 32       | 30      | 28       | 27       |
| Mínimas (°C)             | 22      | 22        | 23    | 25    | 26   | 26    | 26    | 26     | 25       | 24      | 24       | 22       |
| Precipitação (cm)        | 2.4     | 0.56      | 2.07  | 1.98  | 5.08 | 3.48  | 2.62  | 3.23   | 13.38    | 25.43   | 25.12    | 12.21    |
| Fonte:                   |         |           |       |       |      |       |       |        |          |         |          |          |

### Subdivisões

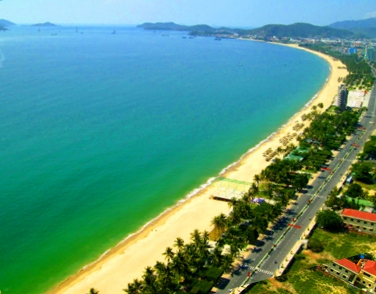
Vista de uma avenida central na cidade.

Nha Trang é subdividida em 27 bairros e municípios, dos quais 20 são alas urbanas, a saber:
- Vĩnh Hải,
- Vĩnh Phước,
- Vĩnh Thọ,
- Xương Huân,
- Vạn Thắng
- Vạn Thạnh
- Phương Sài
- Phương Sơn
- Ngọc Hiệp
- Phước Hòa
- Phước Tân
- Phước Tiến
- Phước Hải,
- Lộc Thọ,
- Tân Lập,
- Vĩnh Nguyên,
- Vĩnh Trường,
- Phước Long (fundada em Novembro de 1998)
- Vĩnh Hòa (fundada em Abril de 2002);
- e 8 comunas suburbanas, noemadas: Vĩnh Phương, Vĩnh Trung, Vĩnh Thạnh, Vĩnh Thái, Vĩnh Hiệp, Vĩnh Ngọc, Vĩnh Lương and Phước Đồng.

Desde 1998, devido ao ritmo acelerado de urbanização, muitas zonas urbanas planejadas foram construídas, a saber: Exmo RO, Bac Việt Thanh, Gia, Đường DJE, Hon Nam Kho.

## Educação
.

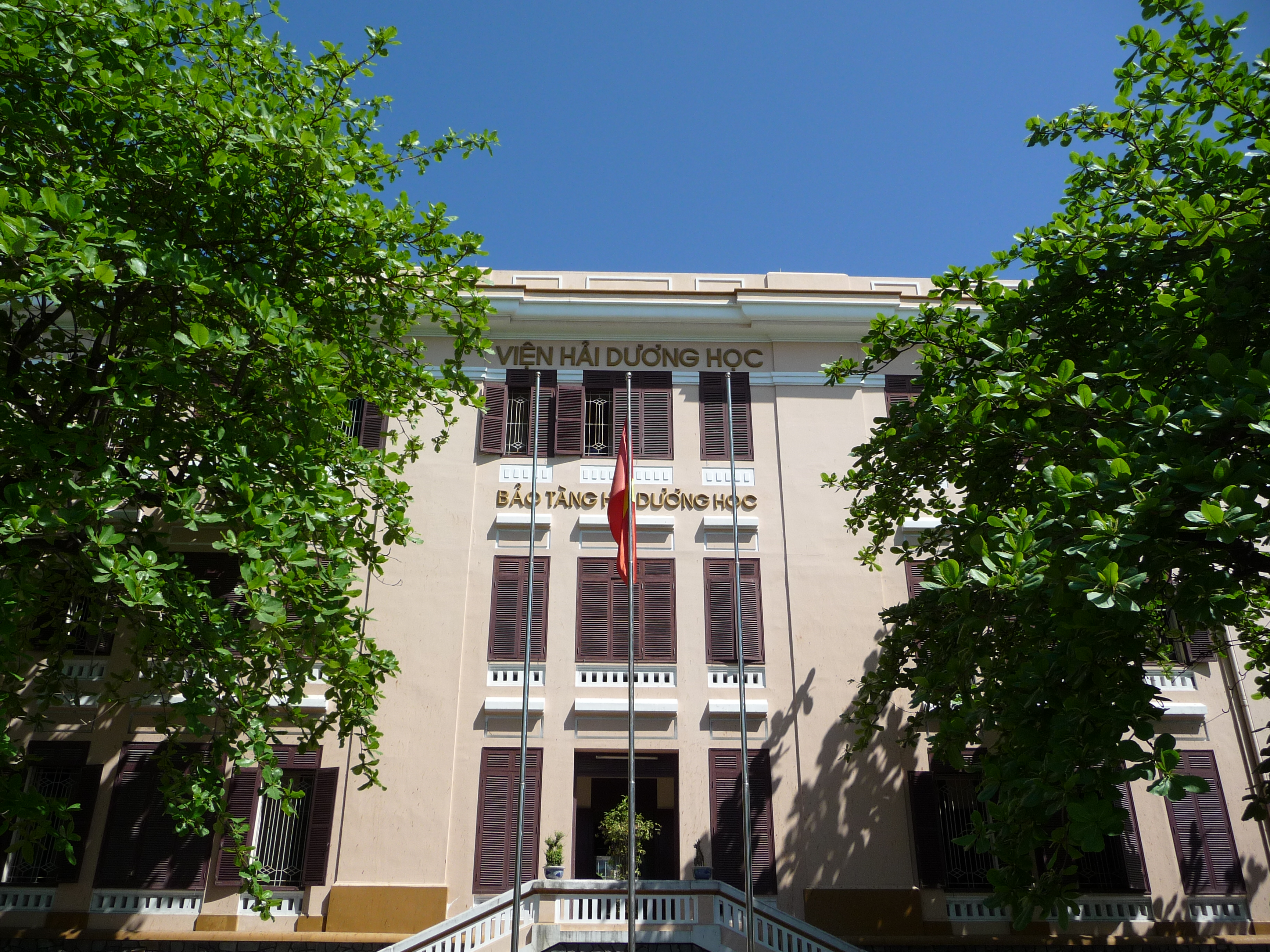
Além do Instituto Pasteur de Nha Trang, por ser uma cidade litorânea, Nha Trang é ainda um centro de ciências marinhas com base no Instituto de Oceanografia de Nha Trang

A cidade conta com diversas universidades importantes, além de academias, insitutos de pesquisa, escolas vocaionais e centros de ciências palicadas, tornando-se assim uma espécie de centro científico regional vietnamita. Dentre suas principais universidades, há a Universidade de Nha Trang. Sendo uma cidade litorânea, Nha Trang é um centro de ciências marinhas com base no Instituto de Oceanografia de Nha Trang.
| Universidades e Fundações     | Colégios Técnicos                              | Institutos de Pesquisa                               |
| ----------------------------- | ---------------------------------------------- | ---------------------------------------------------- |
| Universidade de Nha Trang     | Teachers College Nha Trang                     | Instituto Pasteur de Nha Trang                       |
| Universidade do Pacífico      | College of arts and cultural tourism Nha Trang | Instituto de Oceanografia de Nha Trang               |
| Universidade de Ton Duc Thang | College of Health                              | Institute of Vaccines and Biologicals, No. 2 (NPLs)  |
| Air Force Officers School     | Teachers College Central - Nha Trang           | Institute for Applied Research and Technology (NPLs) |
| Naval Academy                 | Vocational College Nha Trang                   |                                                      |
| School Information Officer    |                                                |                                                      |

## Economia
A economia de Nha Trang baseia-se principalmente no turismo. Nas áreas suburbanas ao redor da cidade, o desenvolvimento da indústria naval contribuiu significativamente para a economia da cidade. Pesca e serviços também são importantes para a cidade. Província de Khanh Hoa, em geral, e Nha Trang em particular, estão entre os maiores contribuintes para a receita anual do orçamento do Vietnã. A criação de lagostas no mar é uma indústria importante para as pessoas que vivem em áreas de periferia da cidade. Ao sul da cidade, pela Baía Cam Ranh, vários parques industriais estão em construção e foram parcialmente disponíveis para os investidores. Quando a construção do porto de águas profundas na Baía Van Phong estiver concluída, esta área se tornará a terceira zona econômica mais importante na província (além de Nha Trang e Cam Ranh).

## Transporte

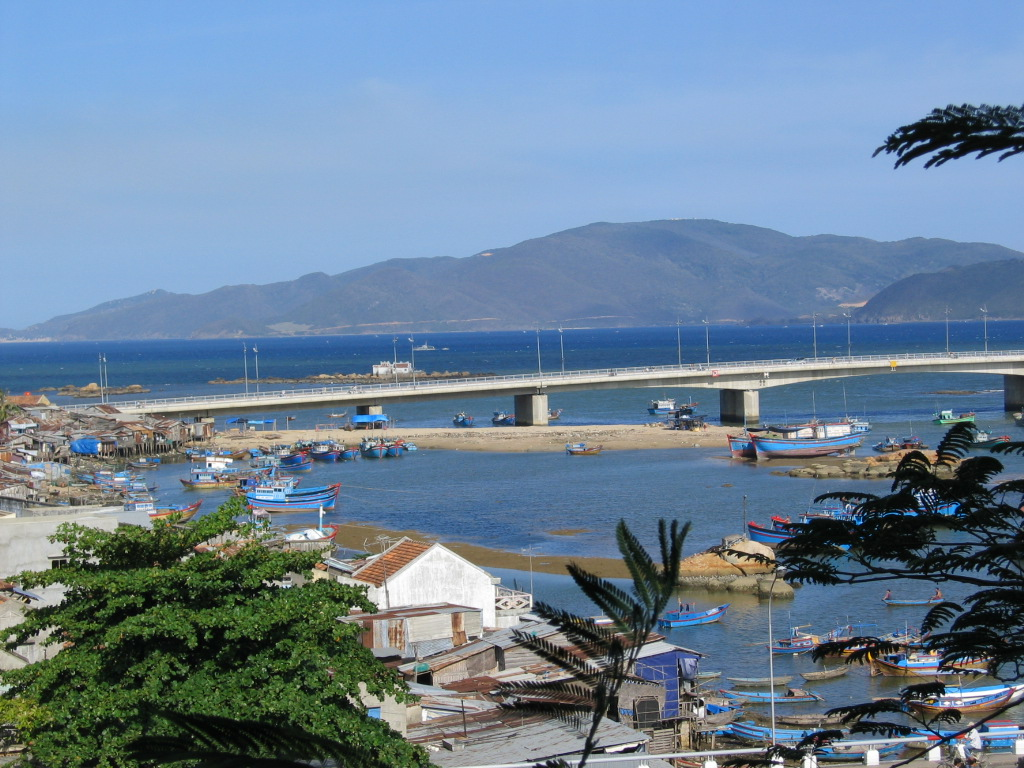
Nha Trang conta com um bom sistema de transportes, que inclui rodovias, ferrovias e até mesmo um aeroporto municipal.

Quando a Baía Cam Ranh costumava ser uma importante base naval, o Aeroporto de Nha Trang foi o principal aeroporto da cidade. Este aeroporto foi usado pela Força Aérea dos EUA e da Força Aérea do Vietnã do Sul durante a Guerra do Vietnã. Quando parte da baía de Cam Ranh foi transformada zona de desenvolvimento econômico, o governo vietnamita, Aeroporto Internacional Cam Ranh (também um aeroporto militar construído pelos Estados Unidos durante a Guerra do Vietnã) foi feito o novo aeroporto civil da cidade. Este aeroporto está localizado na Baía Cam Ranh, a 45 km (28 milhas) ao sul da cidade e está atualmente (em 2007), é o quinto aeroporto mais movimentado em termos de tráfego de passageiros no Vietnã servindo mais de 500 milhares de passageiros em 2006.
A cidade está localizada junto à estrada nacional 1A, espinha dorsal da estrada norte-sul do país. A Ferrovia da Reunificação também atravessa a cidade e pára na Estação Ferroviária de Nha Trang. A obra do Porto Van Phong, ao norte da cidade, um projeto de águas profundas capazes de lidar com navios de até 100 000 toneladas, e com uma capacidade de 100 milhões de toneladas de carga por ano, está em curso por um consórcio de empresas japonesas. O capital de investimento estimado para este projeto complexo portuário da cidade, espera-se alcançar 15000 milhões de dólares.

## Turismo

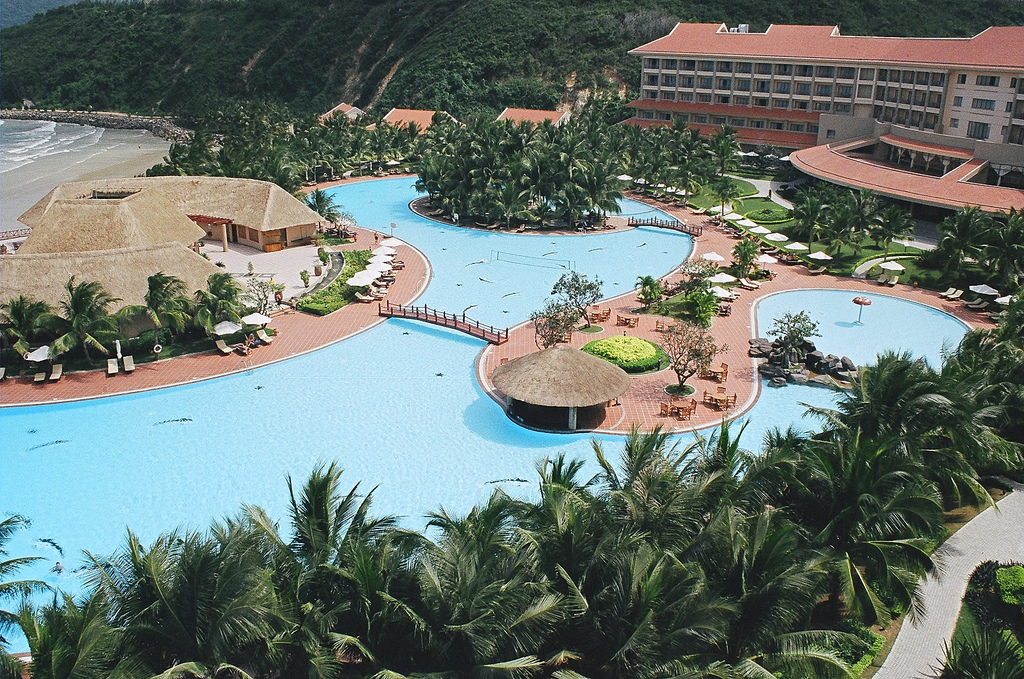
A rede hoteleira compreende alguns do hotéis e spas mais luxuosos do Sudeste Asiático, como o Vinpearl.

Nha Trang é um dos centros turísticos mais importantes do Vietnã, graças às suas belas praias de areia fina e limpas. A água do mar é clara, com temperaturas amenas todo o ano. Há diversas estâncias turísticas - como Vinpearl, Diamond Bay e Ana Mandara - e parques aquáticos, tanto na cidade como nas ilhas ao largo da costa. A talvez mais bela rua de Nha Trang é a Rua Tran Phu está à beira do mar, por vezes referida como a Rodovia da Costa do Pacifico do Vietname.
Dormir fora de Nha Trang é na Ilha Hon Ter (Bamboo Island), com um grande resort operado pelo Grupo Vinpearl. Um sistema de elevador de cadeira motorizada, supostamente o mais longo do mundo, liga o continente com a estância de cinco estrelas e um parque temático na Ilha Hon Ter.
Nha Trang é uma escala das corridas de iate anuais a partir de Hong Kong. Nos últimos anos, a cidade tem recebido muitos cruzeiros marítimos de cinco estrelas. Além de corridas de barco à vela, Nha Trang oferece uma rica variedade de atividades turísticas para os visitantes. Passeios entre ilhas, mergulho, esportes náuticos e outras atividades esportivas podem ser apreciadas na cidade. O Centro de Informação ao Turista de Nha Trang (uma organização não-governamental), localizada perto do Mercado Cho Dam, foi criada para fornecer informações aos visitantes.
Nha Trang tem dentre os inúmeros atrativos suas quatro principais ilhas: Mun, Mot, Tam e Vila dos Pescadores.
A gastronomia local é mais conhecida pelos mariscos frescos e grelhados de porco enrolados em papel de arroz. A área da sopa de ninho de pássaro é considerada uma das melhores no Vietnã. Ninhos de aves são apanhados na natureza, nas explorações de aves nas ilhas ao largo da costa e até em algumas casas no centro da cidade. As aves de criação em questão pertencem ao grupo Collocalia (Aerodramus fuciphagus Germani).
O Pagode Long Son contém uma estátua de Buda.

## Diversão e vida noturna
Mergulho submarino, kite boarding estão disponíveis, como veleiros e catamarã. Os ventos são constantes.
A vida noturna é limitada, mas perto da zona turística Biet Thu pode ir além da meia-noite. A vida noturna é tida como superior a outras cidades costeiras, como Mui Ne, Da Nang e Vung Tau. É geralmente mais movimentada durante o Ano Novo vietnamita, mas ainda pode valer a pena visitar qualquer época do ano, com a possível exceção do período de chuvas (especialmente de Novembro). Um grande número de turistas estão apreciando no Rio Cai Nha Trang para um passeio de barco (localmente conhecida como Cai Song, que significa rio e canção no idioma vietnamita). No entanto, se as marés altas continuarem a aumentar conforme o esperado nos próximos 20 anos subirá alguns metros (como consequência de alterações climáticas a nível mundial), por muito Nha Trang poderia desaparecer, pois a cidade é rodeada por montanhas deixando o solo pouco  acima da maré alta.